# Enniskillenus
Enniskillenus gracilis, Enniskillenus radiatus, Ptychocephalus radiatus
Genre
Espèce
Espèce
Synonymes
- †Ptychocephalus radiatus (Agassiz, 1833)

Enniskillenus est un genre fossile de poissons à nageoires rayonnées de l’ordre des Acanthomorpha et de la famille fossile des Palaeorhynchidae. Une seule espèce est connue, Enniskillenus gracilis ou Enniskillenus radiatus selon les sources, qui a vécu lors de l'Yprésien de l’Éocène inférieur.

## Répartition
Des restes fossiles d’Enniskillenus ont été mis au jour au Royaume-Uni et ce uniquement sur l'île de Sheppey.

## Classification
Le genre Enniskillenus a été créé en 1966 par le paléontologue belge Edgard Casier (d) (1904-1976),.
L'espèce Enniskillenus gracilis a été décrite pour la première fois en 1833 par Louis Agassiz sous le protonyme Ptychocephalus radiatus mais ce taxon est considéré comme nomen dubium et n'est donc pas valide[réf. nécessaire]. Ceci explique le changement d'épithète spécifique de radiatus, proposé par Agassiz, à gracilis tel que décrit par Casier. Ce nom n'est pourtant pas enregistré chez PaleoDB, GBIF, IRMNG et Taxonomicon, et l'espèce Enniskillenus radiatus (Agassiz, 1833) reste aussi référencée.

### Étymologie
Le genre a été nommé d’après le village d’Enniskillen, en Irlande du Nord.
L'épithète spécifique gracilis signifie en latin « mince ». L'épithète spécifique radiatus signifie en latin « rayonné »

### Publication originale
- [1966] Edgard Casier, Faune ichthyologique du London Clay, Londres, coll. « British Museum (Natural History) », 1966, 1-510 p. (ISBN 9780565006549).